# فوعه
فوعه (به عربی:الفوعة‎) شهرکی شیعه نشین
در شمال سوریه است. این شهرک که از لحاظ اداری جزو استان ادلب به‌شمار می‌آید. این شهرک در شمال شرق ادلب قرار دارد. بر طبق سرشماری سال ۲۰۰۴ این شهرک ۱۰۲۱۴ نفر جمعیت داشته‌است.
بیشتر اهالی این شهرک را مسلمانان شیعه تشکیل می‌دهند.
اقلیتی از دروزی‌ها، علوی‌ها و مسیحیان نیز در آن ساکن‌اند.
اهالی این شهرک از شیعیان آل زهره شهر حلب بوده‌اند که پس از کشتار شیعیان حلب به این مکان کوچیدند.
این شهرک پس از جنگ داخلی سوریه نزدیک به دو سال است که در محاصره نیروهای مخالف دولت قرار دارد.